# Reserva Natural de Olyokma
A Reserva Natural de Olyokma (em russo:  Олёкминский) é uma área protegida na Rússia, localizada a sul do meio do rio Lena, na margem direita do seu segundo maior afluente - o rio Olyokma, na junção dos planaltos de Aldan e de Prilenskoye, no distrito de Olyokminsky, na República Sakha (Yakutia). A área é remota e relativamente inalterada pelo homem, estando a 80 km da cidade mais próxima.

## Topografia
A região fica no sopé do sudoeste de Yakutia, no planalto de Prilenskoye-Aldan, uma área cortada por vales de rios. Os rios principais do planalto de Prilenskoye são o rio Tuolby e rio Amga. Dentro das fronteiras da reserva existem 85 riachos e rios que se estendem desde 3 km de comprimento até 110 km, actuando como afluentes do Olyokma, do Tuolby e do Amga.

## Clima e eco-região
Esta área protegida está localizada na eco-região da taiga da Sibéria Oriental. A eco-região cobre a área entre o Rio Yenisei e o Rio Lena até o Mar de Okhotsk. A fronteira norte chega ao Círculo Árctico, e a sua fronteira sul atinge 52 ° de latitude norte. A formação de vegetação dominante é a taiga de coníferas claras com laríço de laríço gmelini, formando o dossel em áreas com baixa cobertura de neve. Esta eco-região é rica em minerais.
O clima de Olyokma é um clima continental húmido, caracterizado por longos invernos frios e verões curtos e frescos.

## Flora e Fauna
88% da superfície da reserva é coberta por floresta, principalmente coníferas. Acima dos 1000 metros de altitude são mais comunidades de tundra, entre os 900 e os 1000 metros existe uma sub-taiga de laríço de Dahurian, e entre os 400 e os 900 metros existe uma floresta de pinheiro-laríço. Olyokma é notável pelos seus níveis relativamente elevados de biodiversidade: das 1010 espécies de plantas vasculares na eco-região da taiga da Sibéria Oriental, 650 são encontradas em Olyokma.